# Watunna
El Watunna es una recopilación y traducción al español de los mitos fundacionales del pueblo so'to (también llamados yekuana o makiritare), un pueblo indígena de la Amazonía venezolana, realizada por el antropólogo francés Marc de Civrieux. Publicado por primera vez en 1970 por Monte Ávila Editores en Caracas, el texto constituye una de las fuentes más importantes sobre la cosmovisión, la creación del mundo y las narraciones históricas de este pueblo.

## Contenido
El Watunna recoge narraciones orales transmitidas de generación en generación entre los yekuana, que describen la creación del mundo, la aparición de los primeros seres humanos y animales, las transformaciones cósmicas y las enseñanzas de figuras míticas como Wanadi, el héroe cultural central en estos relatos, hasta la llegada de los misioneros franciscanos y dominicos, y los conquistadores españoles.
Marc de Civrieux trabajó durante años con narradores yekuana, para registrar de forma fidedigna estas historias, respetando los matices y las estructuras narrativas originales de la tradición oral.
El libro se organiza en relatos independientes que, en conjunto, construyen una cosmogonía y una visión del mundo coherente, mostrando la relación de los yekuana con el agua, los ríos, los animales y los espíritus, así como su interpretación del ciclo de la vida y la muerte.

## Importancia
El Watunna se considera una obra fundamental tanto en los estudios de mitología indígena de América del Sur como en la antropología venezolana. Ha permitido que investigadores, escritores y lectores en general tengan acceso a una cosmovisión indígena compleja y rica en simbolismo.
La edición en inglés fue publicada en 1980 por University of Texas Press, con traducción de David M. Guss, ampliando su alcance en la investigación internacional sobre mitologías amazónicas.

## Recepción crítica
El Watunna ha sido valorado como un testimonio excepcional de la mitología indígena suramericana, destacándose tanto en el ámbito antropológico como en el literario.
El escritor estadounidense John Updike, en una reseña publicada en The New Yorker (29 de junio de 1981), destacó que el Watunna es "uno de los registros más coherentes y artísticos de la mitología indígena suramericana disponible en inglés", valorando la manera en que el texto captura la oralidad, el humor y la fuerza narrativa de los relatos yekuana. Updike subrayó la relevancia de la figura de Wanadi, héroe cultural que simboliza la luz y el orden frente al caos de Odosha, estableciendo paralelismos con las estructuras míticas universales presentes en otras tradiciones religiosas, como las narraciones bíblicas. El autor señaló que, a pesar de la modernidad y la occidentalización, los pueblos indígenas siguen planteándose las grandes preguntas sobre la creación, la muerte y el destino, preguntas que el Watunna aborda con una riqueza simbólica única.
El mitólogo estadounidense Joseph Campbell consideró al Watunna como "el ciclo mítico mejor documentado de la selva sudamericana", y lo incluyó en su obra póstuma Historical Atlas of World Mythology, en el Volume II: The Way of the Seeded Earth (1988), dedicándole un apartado titulado "Watunna: A Cariban Creation Cycle from the Upper Orinoco" (pp. 325–339). Campbell analizó la importancia de los relatos recopilados por Marc de Civrieux como un ejemplo central de los ciclos de creación de las sociedades de horticultores de la Amazonía, destacando cómo al final de mito, la figura de Wanadi es crucificada, coincidiendo con el encuentro de los yekuana con los misioneros católicos. Destaca igualmente la dualidad entre el bien y el mal que existe en las figuras de Wanadi y Odosha, comparándolas con el zoroastroismo, el cristianismo, así como con las deidades melanesias de To-Kabinana y To-Karvuvu.
Por su parte, el antropólogo David M. Guss, traductor de la edición inglesa y autor de estudios complementarios sobre los yekuana, ha resaltado la importancia del Watunna para comprender no solo la cosmovisión de los makiritare, sino también las dinámicas de transmisión oral y la construcción de la memoria colectiva indígena.
El académico Andrew Von Hendy, en su obra The Modern Construction of Myth (2001), analizó el Watunna como un ejemplo contemporáneo de la tensión entre oralidad y escritura en la transmisión mítica. Von Hendy subraya cómo Marc de Civrieux, al recopilar durante años fragmentos de relatos orales de los yekuana, construyó una narrativa coherente que estructuró en forma de cosmogonía según un esquema occidental. Los propios yekuana, según señala, citando a David M. Guss, se entusiasmaron con esta versión de su mito, escuchándola con atención y participando con críticas y comentarios. Sin embargo, Von Hendy advierte que este momento marca también una pérdida: las narraciones fragmentarias y vivas de la tradición oral quedan fijadas de forma irreversible en una estructura escrita cuyos efectos y limitaciones culturales los yekuana no podían prever, transformando la fluidez del mito en una ortodoxia literaria que, con el tiempo, se convierte en la base de su memoria cultural.
Gracias a su riqueza narrativa, a la fidelidad de la recopilación de Marc de Civrieux y a las traducciones que conservan la fuerza expresiva del relato oral, el Watunna se ha convertido en una obra de referencia tanto en los estudios de mitología indígena como en el análisis comparado de las narrativas fundacionales.

## Adaptación cinematográfica
En 1989, la artista y cineasta experimental estadounidense Stacey Steers realizó un cortometraje de animación titulado Watunna. La película, con una duración de 24 minutos, narra fragmentos de la mitología yekuana, enfocándose en el ciclo de creación y en las figuras de Wanadi y Odosha.
La banda sonora consiste en solos de cuerno de venado y flauta por Julio Delgado, así como sonidos y música yekuana grabados por David Guss en las comunidades de Parupa y Canaracuni.

## Ediciones destacadas
- Civrieux, Marc de. Watunna: Mitos de los Indios Yekuana. Caracas: Monte Ávila Editores, 1970.
- Civrieux, Marc de. Watunna: An Orinoco Creation Cycle. Translated by David M. Guss. Austin: University of Texas Press, 1980.